# František Xaver Marat
František Xaver Marat (22. října 1849 Počepice – 29. června 1915 Řevnice) byl generál a velmistr Rytířského řádu Křižovníků s červenou hvězdou v Praze, infulovaný prelát království Českého, konsistorní rada v Praze a Litoměřicích, rada biskupa brněnského, člen Panské sněmovny ve Vídni a Českého zemského sněmu, nositel zlaté medaile královského hlavního města Prahy, čestný občan Řevnic[zdroj?], Starého Knína, Borotic a Klučenic.

## Život
František Xaver Marat byl vysvěcen na kněze v roce 1875, velmistrem byl od roku 1902. Svůj život věnoval osvětové i charitativní činnosti ve službách svého řádu. Byl literárně činný, hlavně v oboru historie. Jeho spisy vydala Královská česká společnost nauk.
Je pohřben v Řevnicích.